# Кристал Карингтон
Кристал Карингтон (девојачко Грант, по бившем супругу Џенингс) је измишљени лик из америчке ТВ серије из 1981. године Династија који су створили Ричард и Естер Шапиро. Лик који је уведен у пробној епизоди 1981. године тумачила је Линда Еванс. У причи, Кристал је бивша тајница и нова супруга нафтног тајкуна Блејка Карингтона и у почетку је морала да се привикне на његове махинације и начин живота вишег сталежа. Долазак Џоан Колинс као Блејкове гламурозне бивше супруге Алексис Карингтон изазвао је сујету код Кристал у остатку серије. Евансова је напустила серију Династија током девете и последње сезоне, али је поново тумачила улогу у мини-серији из 1991. године Династија: На окупу.
У првој сезони римејка серије из 2017. године, улога Кристал је преименована у Кристал Флорес Карингтон и глумила ју је Натали Кели. Касније је откривено да је Кристалино право име Силија Махадо и она је убијена на крају прве сезоне. Ана Бренда Контрерас је почела да глуми Кристал Карингтон од друге сезоне. Кристал је дозволила Силији да користи њено име и дошла је код Блејка да ода Силији пошту после њене смрти. У јулу 2019, објављено је да је Контрерасова напустила серију из личних разлога и да ће је у трећој сезони заменити Данијела Алонсо.

## Изворна серија
Евансова је утеловила лик у пробној епизоди 1981. године и тумачила га је до девете и последње сезоне у којој се појавила у шест од 14 епизода у којима је била у уводној шпици. Евансова се последњи пут појавила у деветој епизоди сезоне „Женидба” која је премијерно емитована 12. јануара 1989. године, четири месеца пре него што је серија на крају укинута. Улогу је поново тумачила 1991. године у мини-серији Династија: На окупу.

### О лику
Лик Кристал Карингтон је описан као верна супруга Династијиног вође и протагонисте, милионера Блејка Карингтона (Џон Форсајт). Блејкова свадба са бившом тајницом је средишњи догађај троделне епизоде „Нафта”. Једна од твораца серије Династија Естер Шапиро је рекла за Кристал:
Кристал је жена која свог супруга Блејка жели више од свега, било сиромашног, било богатог. Кристал задовољава [...] да дели узрујавања и изазове у Блејковом животу. И даље зрачи сваким даном својом живахношћу и жељом за животом. Њена доброта и брига за другима је равнотежни чинилац породице Карингтон и због тога је заслужила дивљење и поштовање од свих. Кристал Карингтон је нежна, вољена жена − страствена романтичарка која живи сан сваке девојке, а опет, доводи томе здрав разум, саосећање и одобрење. Она је заиста прелепо људско биће.
Кристал је „слатка, одана и вољена”, „добра жена” у поређењу са Блејковом првом супругом, зликовком Алексис (Џоан Колинс). У часопису Жене и сапунице, Кристин Герагти је описала Кристал као морално средиште породице „подсетник на супротност [мушких ликова] који жуде за достојанством, људскошћу и породичним складом”. Естер Шапиро је додала да је Кристал особа која „увек верује срцем” и да је породично опредељена. Шапирова је рекла и да је Кристалина улога морални компас серије јер „покушава да уведе достојанство у чудан и често злокобан свет богаташа где су правила често различита”.
Евансова је описала сличности између себе и лика речима: „Обема нам је стало до људи, обе тражимо мир по сваку цену, покушавамо да решимо ствари у породици и осећамо огромну радост и срећу у томе што смо са неким. А она је (Кристал) као и ја научила да држи до себе помало касно у животу… Мада ја држим до себе мало више од Кристал”.
Герагтијева је критично упоредила Кристал са њеном екранском противницом Алексис, назначавајући разлике код ликова: „[Кристал] је очигледно противтежа Алексис у моралном смислу и понашању. Супротност је приказана видно у појави и облачењу Кад се она и Алексис такмиче, […] куд ћете већу супротност? Алексис је извештачена шминком, црвеним ноктима, ружом и црним увојцима док је Кристал 'природна' са таласастом и природном косом и плавим очима. […] Кристал се обично види у кући и дочекује свакога коме треба утеха и подршка. Она без изузетка прихвата Блејкову децу и обично је зову како би побољшала његову патријархалну грубост и самомучење”.

### Приче

#### Прва сезона
Када је Династија почела 1981. године, Кристал се спремала да се уда за натфног тајкуна Блејка Карингтона, али је наишла на хладну одбојност Блејкове ћерке Фалон и настојника Џозефа, али су је обоје временом прихватили. Убрзо се спријатељила са Блејковим осетљивим сином Стивеном, али њен брак са Блејком су ускоро довели у опасност њен ожењени бивши љубавник Метју Блајздел и Блејкова променљива личност. Њихов брак је затегла нелагодност кад је она сазнала за Блејкову безобзирну нарав, поготово у послу. Блејк је силовао Кристал када она није хтела да води љубав са њим. Он је касније ухапшен и оптужен за убиство. Кристал је морала да сведочи да ли је Блејк икад показивао насилно понашање. На крају сезоне је тајанствена сведокиња ушла у судницу. Видно узнемирен, Блејк се окренуо ка свом заступнику и питао га: „Шта ће она овде?”.

#### Друга сезона
Тајанствена сведокиња је била Блејкова бивша супруга Алексис. Она је сведочила о Блејковом насилном понашању па је он проглашен кривим, али је добио условну казну. Кристал је открила да је трудна, али је изгубила дете у паду са коња. Блејк је предложио да она оде код његовог друга др. Ника Тосканија. Кристал је сумњала да је Алексис можда изазвала пад. Због тога ју је напала па су се потукле. Кристал је осећала да се отуђила од Блејка због Алексисиног присуства, а Ник је покушао да је заведе. Блејк ју је оптужио да га вара са Ником, али му је Кристал била верна. Блејк је отишао да се обрачуна са Ником, али се није вратио. Забринута Кристал је кренула да га тражи.

#### Трећа сезона
Кристал је нашла Блејка и одвела га на сигурно. Касније је у сезони Кристал покушала да помогне Блејку и његовом давно-изгубљеном сину Адаму да нараве очинско-синовски однос.
Кристал је сазнала да хартије за развод брака од њеног бившег супруга Марка Џенингса нису ни били поднесени кад је он дошао у Денвер како би је наговорио да му се врати. Недуго после Стивеновог нестанка и претпостављене смрти, његова бивша супруга Семи Џо (која је и Кристалина братаница) се појавила са новорођенчетом Данијелом које је њен и Стивенов син. На крају треће сезоне, Кристал се састала са Алексис у брвнари где јој је Алексис понудила милион долара да напусти Блејка. Кристал је одбила, али су убрзо откриле да су закључане у брвнари у којој је убрзо букнуо пламен.

#### Четврта сезона
Кристал и Алексис је спасио Марк. Неколико месеци касније су се Блејк и Кристал поново венчали. Кристал је почела да ради за Денвер-Карингтон у Односима с' јавношћу и тиме стала на муку Трејси Кендал која се надала да ће она добити посао. Трејси се правила да је Кристал пријатељица, али је тајно одлучила да заведе Блејка.
Иако јој је речено да више не може да има деце после пада са коња пре пар година, Кристал је била пресрећна када је открила да је поново трудна.

#### Пета сезона
Кристал је родила девојчицу којој су дали име Кристина. Иако је Кристина у почетку била крхког здравља, она је преживела и ојачала.
Кристал је налетела на човека из своје прошлости Данијела Риса. За њега је испало да је отац Семи Џо. Блејку је расла љубомора због њиховог пријатељства. Данијел се заљубио у Кристал и њих двоје су се пољубили. У међувремену, леди Ешли Мичел је покушала да заведе Блејка. Неко је послао слике Блејка са Ешли и Кристал са Данијелом њима двома. Ипак, Блејкова и Кристалина љубав је победила. Када је Данијел касније убијен, он је оставио цело своје богатство Семи Џо, али је именовао Кристал за извршитељку што је разбеснело Семо Џо.
Када се Блејкова ћерка Аманда заљубила у Краљевића Мајкла од Молдавије, цела породица Карингтон је отишла у Молдавију на свадбу. Међутим, током свадбе су молдавски побуњеници упали у цркву и засули све унутра мецима.

#### Шеста сезона
Блејк и његова породица су преживели напад, али су Стивенов дечко Лук и леди Ешли Мичел изгинули, а краљ Гален тешко повређен. Кад су се вратили у Денвер, Кристал је отишла да посети Семи Џо и потресла се кад је тамо затекла своју двојницу. Њу је онесвестио и узео за таокињу Џоел Абригор, а Рита која личи на њу се убацила као део плана Семи Џо и Џоела да добију управљање над њеним наслеђем. Док је Рита била у дворцу Карингтонових неколико недеља (где чак ни Блејк није могао да каже да је она варалица), Џоел је постао опседнут заточеном Кристал. На крају су се Кристал и Рита сукобиле у Атици где су је држали као таокињу. Док је Кристал бежала, она и Рита су се потукле, а Семи Џо је онесвестила Риту и ослободила Кристал. Рита и Џоел су нестали, а Кристал се вратила у дворац Карингтонових таман на време да спасе Блејка кога је Рита полако тровала. На крају сезоне су Блејк и Кристал открили да је Алексис нова власница њиховог дворца па их је избацила из истог. У бесу је Блејк зграбио Алексис за врат и почео да је стеже.

#### Седма сезона
Кристал је раздвојила Блејка и Алексис пре него што је он успео да је убије. Блејк је сазнао да му је хотел „Ла Мираж” изгорео. Ожалошћени удовац је кривио Блејка за пожар и изгурао му кола са пута. Кристал је била тешко повређена, али се опоравила. Касније су се Блејк и Кристал уселили у сдовар где је Блејк покварио Алексисине планове и избацио је.
Блејк, Алексис и Бен су били у Азији на нафтним бушотинама кад је дошло до праска. Кристал је тамо стигла и сазнала да је Алексис одвела Блејка из болнице и да је он изгубио памћење и још мисли да је у браку са Алексис. Кад их је Кристал на крају нашла, Блејк је није препознао. Кристал се сломљеног срца спремила да се сама врати у Денвер, међутим, неколико тренутака касније се Блејку памћење вратило и Кристал га је одвела кући на Алексисино незадовољство.
Блејкова и Кристалина ћерка Кристина се разболела и требало јој је пресађивање срца. Даватељка је пронађена, Кристина била добро, али ју је даватељкина мајка отела. Ипак, пронашли су је неповређену. На крају сезоне је после Адамове свадбе Кристалин бивши љубавник Метју Блајздел за кога се претпостављало да је мртав узео све у дворцу Карингтонових за таоце и рекао да се вратио по Кристал.

#### Осма сезона
Након неколико дана заточеништва, Стивен је избоо Метјуа и породица је ослобођена. Блејк се кандидовао за гувернера, а Алексис је била независна кандидаткиња. Кристал је преузела радну улогу у кампањи, а међу тиме је и истраживала изненадну смрт Алексисиног покојног супруга Сесила Колбија. Иако није имала чврсте доказе, имала их је довољно да изазове сумњу око тога да ли је Алексис убила свог супруга па јој је запретила да ће дати причу у новине ако она не престане да шири лажи о Блејку па је она пристала. Упркос својим најбољим напорима, Блејк је изгубио. Недуго после тога се вратио кући и затекао испретурану собу, а Кристал није било. Само је рекао: „Јао, Кристал. Ја сам мислио да имамо још времена”.

#### Девета сезона
Кристал је добила озбиљан тумор на мозгу па је морала на опасну операцију. Они су одлетели у Швајцарску где је операције успела, али је Кристал пала у кому.

#### На окупу
Три године касније, Кристал се пробудила из коме за коју је откривено да је била здравствено подстакнута како би јој зло друштво „Конзорцијум” испрало мозак да би убила Блејка. Симпатична болничарка је помогла Кристал да побегне из болнице и врати се одушевљеном Блејку. Кад се њено „програмирање” покренуло, она је потегла пиштољ на Блејка, али њихова љубав је била јача и победили су.

### Пријем
Евансова је освојила Златни глобус за најбољу глумицу у телевизијској драми за улогу 1981. године, а после је бирана за сваке године од 1982. до 1985. године. Била је бирана за Награду Еми за најбољу главну глумицу у драмској серији 1983. године. Евансова је освојила Награду за људски избор за Омиљену глумицу у новом ТВ програму 1982. године и Омиљену телевизијску глумицу 1983., 1984., 1985. и 1986. године. Освојила је и Награду сапунице за Изванредну главну глумицу 1984. и 1985. године.
У књизи Теорија култура и позната култура, Кристин Герагти је повезала Кристал са ликом Дирдри Барло из серије Коронародна улица, Памелом Евинг из серије Далас и Кети Бил из серије Источни крај јер су повезане „не само скрупулним вредностима, него и способношћу да говоре када је неопходно одбранити истину”.

## Римејк
Пробна епизода римејка Династије за канал ЦВ је најављена у септембру 2016. године, а Натали Кели је добила улогу Кристал Флорес, хиспано варијанту Кристал у јануару 2017. године. Римејк серије је премијерно почео на каналу ЦВ 11. октобра 2017. године.
У јуну 2018. године, Келијева је рекла Е! Вестима да се неће враћати од друге сезоне. ЦВ је најавио у августу 2018. године да је Ана Бренда Контрерас добила улогу „праве Кристал Флорес” у другој сезони.
У јулу 2019. године, објављено је да се Контрерасова неће враћати у трећој сезони из личних разлога и да ће Данијела Алонсо преузети улогу Кристал.

### О лику
Ништа од тога што је Кристал из изворне серије „била чиста скрупулозност и средиште серије” нема у римејку лика који је тумачила Налали Кели рекао је извршни продуцент Џон Шварц. „Код ове нове Кристал, нисмо хтели да пустимо да буде баш чиста, поставља питања о својој прошлости и има главну причу у серији − па смо је направили тежом. То нам је омогућило да учимо о противништву између Фалон и Кристал”. Извршна продуценткиња Сали Патрик је рекла о Келијевој Кристал да је „борбена, преваранткиња, борац и жена од каријере, али да није све црно на бело”. Келијева је рекла за лик из 1980. године: „Није њој много дато да ради сем да буде лепа и води рачуна о кући”. Келијева је такође предложила продуцентима да Кристал треба да буде „бар у средњим 30-им”. „Ја мислим да се женама широм света не би свидело да се милијардер у 50-им годинама забавља са неком млађом од 30 година и због тога не треба правити толико разлику.” Кристал и њен сестрић Сем деле тајанствену прошлост из Венецуеле. Келијева је рекла да ће Кристалино венецуелански порекло дозволити серији да истражи тренутну геополитику те земље.

### Приче

#### Прва сезона
У првој епизоди „Једва те познадох”, Кристал је верена за свог шефа милијардера Блејка Карингтона, али је одмах наишла на недопадање код његове тврдоглаве ћерке Фалон. Фалон је направила свађу између њих тако што је дала њене слике са бившим љубавником Метјуом Блајзделом, али јој се план обио о главу јер је венчање убрзано и Кристал добила унапређење коме се она надала. У међувремену, настојнику Карингтонових Андерсу се од самог почетка није свидела Кристал (по што зна њену прошлост), а долазак њеног мутног сестрића Сема − који само што је спавао са Фалониним братом Стивеном − ју је довео у још већу опасност. Метју је убијен, а његова жена Клаудија је оптужила Блејка да га је убио. У епизоди „Певај”, сломљена Кристал је ставила своју осећајност по страни како би отказала своју верност Блејку и помогла му да сачува своју нову породицу. У епизоди „Кривица необезбеђених људи”, Семова мајка − Кристалина сестра ирис − је била у невољи, али је Андерс учинио да Кристал буде немогуће да пошаље новац. Кристал се сетила своје прошлости као Силије Махадо кад су сестре покрале право богатство, али је само она побегла из Венецуеле. Њу прогони бисерна огрлица вредна милиона, али Сем је преузео подстицај и тајно средио крађу Кристалиног вереничког прстена и других вредности током пријема. Кад је Кристал одвела Блејка на медени месец без најаве у епизоди „Лично к'о циркус”, Фалон је објавила снимак општења ње и Метјуа са Метјуовог мобилног. Кристал је искусила бруку због снимка општења у епизоди „Курва из друштва”. Онда се извинила раздраженој Клаудији која ју је јурила до улице и подлетела под Блејкова кола. Кристал је навалила да Клаудија остане у замку Карингтонових док се не опорави у епизоди „Ја постојим само због себе”. Сем и Клаудија су изградили однос, али њено неразумно понашање је убедило Блејка и Кристал да би требало да иде. Сем и Кристал су открили да је Клаудија пила погрешан лек. У епизоди „Пробај сопствени лек” је откривено да је Клаудија лагала за своје тешкоће са памћењем. Онда је држала Карингтонове на нишану јер је хтела да Кристал гледа како убија Блејка, али је остатак породице успео да је обузда. Кристал су прогонитељи пронашли у епизоди „Најбоље у животу”, а Андерс јој је помогао да их исплати. Кад ју је Блејк ухватио у лажи, Кристал му је признала своју тајну. У епизоди „Дно дна”, Блејк је довео Ирис у Атланту на одмор. Кристал и Андерс су открили да је Ирис стојала иза изнуде, а сукоб између сестара је натерао Кристал да призна Сему да је убила његовог оца Алехандра Рају како би одбранила Ирис.
Кристал је била отерана из дворца у епизоди „Светски обучена тарантула”. Семов отац Алехандро се појавио жив и здрав и запретио је да ће открити прошле злочине Блејковог оца уколико му она не помогне да склопи договор са "Карингтон Атлантиком". Кристал, Блејк, Фалон и Сем су се удружили како би окренули у све у своју корист против Алехандра и Ирис. Алехандро и Ирис су отели Фалон и држали је као таокињу у епизоди „Ја не полажем рачуне ником”. Забринута за Блејков план, Кристал се искрала да однесе откуп, али је и сама била отета. Кристал је помогла Фалон да побегне, али су је Алехандро и Ирис одвезли камионом. Кристал је уверила Ирис да је Алехандро лош и да ће је само искористити па га је док је покушавао да задави Кристал Ирис упуцала. Сестре су се помириле. Кристал је отпратила Ирис са нешто новца и рекла полицији да је она убила Алехандра у самоодбрани, а не Ирис. У епизоди „Обећања која не можеш да испуниш” Кристал је сазнала од новинара Рика Моралеса да је Блејк редовно митио сенатора Пола Данијелса док је био судија. Како би избегла објављивање приче, Кристал је дала Моралесу резервну причу о многим Данијелсовим ванбрачним радњама. Кристал је добила цвеће од Рика и признала Блејку да су се пољубили. у епизоди „Житије по Блејку Карингтону”. Свестан да Рик тајно ради са његовим непријатељем Џефом Колбијем, Блејк је притисао Кристал да се зближи са Риком што је више могуће, али је она одбила. У епизоди „Долази Алексис”, Блејкова новоповрећане бивша супруга Алексис Карингтон је рекла Фалон да је Блејк подмитио судију како би добио старатељство и њу отерао што је Кристал потврдила. Кристал је искористила средства Карингтонових како би помогла болесном оцу бившег возача Карингтонових Мајкла Кулхејна у епизоди „Не варај преваранта”. Кад је сазнала да је његова болест повезана са окружном бруком коју је "Карингтон Атлантик" заташкавао, Кристал је убедила Блејка да каже истину новинама у епизоди „Искористи или буди искоришћен”, али је она касније уништио њен рад о заташкавању и искористио снимак њеног признања како би је довео у ред. Док су Фалон и Кристал радиле заједно како би нашле нешто против Блејка у епизоди „Веза из прошлости”, он је јавно објавио Фалонино унапређење на место главне и одговорне директорке уместо Кристал. Блејк је хтео да се помирили са Кристал у епизоди „Ђубре мало”, али се она тајно састала са заступником у вези развода. Он је то сазнао, али је она дорадила предбрачни уговор како би избацила поделу имовине како би му доказала своју љубав. У епизоди „Мртвац долази”, Метју се вратио и помогао Клаудији да побегне из болнице па су се ушуњали у дворац током спремања Стивенове и Семове свадбе. Кристал је ухватила Алексис како се љубила са Хенком па су се две жене потукле током чега је Алексис закључала Кристал у коњушници. Клаудија је пукла и уперила пиштољ у Кристал. Метју се испречио међу њима у тренутку кад је Клаудија запуцала, али је Метју био плод њене маште па је Кристал остала упуцана. У згради је букнуо пожар па је Алексис отрчала да спаси Кристал.

#### Друга сезона
У другој сезони, Кристал/Силија је умрла у епизоди „Двадесетједан комарац”, а неколико жена је тврдило да им је Силија украла лик. Сем је знао довољно појединости због којих је знао да све лажу. У Седони у Аризони, Кристал Џенингс је видела на интернету слике Карингтонових и осетила је као да их познаје. У епизоди „Легло змија”,Кристал је дошла у замак и показала Блејку слику себе и његове покојне супруге Силије Махадо. Она је објаснила да је једном била у Мексичкој болници где је упознала Силију и охрабрила је да побегне у Сједињене Државе под њеним именом. Блејк је почео да се забавља са њом у епизоди „Батлер је крив”, али њој није било пријатно јер је видела да је гледа као замену за Силију па се вратила у Аризону. Кристал се вратила у епизоди „Пахуљице у рају” како би пружила Блејку подршку кад је открио да Стивен није његов син. Алексис је покушала да отера Кристал у епизоди „Краљица шоља”, али су се уместо тога Блејк и Кристал још више зближили. Алексис им је минирала планове да оду из града за Дан захвалности у епизоди „Та вештица”, али је то довело дао тога да Блејк запроси Кристал. Кристалин покушај да се отараси Алексис је омануо у епизоди „Привремено увлачење”, али се Кристал побринула да сви сазнају да је Алексис оставила дете само у замку. Блејк је купио Кристал ногометну екипу у епизоди „Прави нагони за врат”. У епизоди „Пенушаво расположење”, Кристал се поверила Сему да је трудна. Блејк је открио тест на трудноћу и објавио вест. Кристал је послала поруку "М. Џенингсу" да је дете Блејково, а не његово, али да није сигурна. У епизоди „Једна страна тебе”, Кристал је признала Фалон да је њен бивши супруг Марк Џенингс можда отац детета. Фалон је пожурила Кристал да каже Блејку истину, али она није успела јер је Блејк био узбуђен што ће поново постати отац. Алексис је подмитила вртлара Тонија како би јој открио неку прљавштину о Кристал у епизоди „Праљве игре”, а кад је открила да Кристал није сигурна ко је отац детета, она се побринула да Блејк то сазна. Блејк се узнемирио, али је опростио Кристал што му није рекла. У епизоди „Чак и црв може да се пролепша”, Алексис је покушала да убеди Марка да је дете његово, а Блејк је рекао Кристал да шта год тест покаже, он ће одгајити дете као да је његово. Марк се појавио у замку како би сазнао истину од Кристал, а Блејк му је рекао да остане код њих док налази теста не стигну. Алексис је лагала Марка да га Кристал још воли па су он и Кристал поделили један нежан тренутак. Блејк их је видео па је понудио Марку да му укине тренерску ногометну забрану ако оде из града. Кристал је сазнала да је дете Блејково па је мучила Алексис. Узнемирена Алексис је мислила да се убије, али је видела Кристал и Марка како јашу коње па је пуцала на Кристал. Марк је примио метак, а Кристал је преплашени коњ збацио и вукао по земљи.

### Пријем
Године 2017, Тирни Брикер са канал Е! онлајн је рекао да је Натали Кели "звезда овогодишње сезоне". Морин Рајан из часописа Разноврсност је написала: "Келијевој није дато много посла. Нема много ни дубине ни драме ни у једном њеном кадру. Све код њеног лика делује бледо и танко. Ништа код ове Кристал не показује да је вредна ни Блејкове љубави ни застрашујућег непријатељства снажне и строге Фалон упркос покушајима да јој да ју тајанствену позадину".